# La Storia (miniserie televisiva)
La Storia è una miniserie televisiva del 1986 diretta da Luigi Comencini, tratta dal romanzo omonimo del 1974 di Elsa Morante.
Nella distribuzione in home video e in replica televisiva, l'opera audiovisiva è classificata anche come un film.

## Trama
Gennaio 1941. Gunther, giovane militare del Reich ubriaco, vaga per Roma alla ricerca di un bordello. Incontra una donna, la maestra trentasettenne Ida Ramundo vedova Mancuso (ebrea per parte di madre) e madre di un turbolento ragazzo quindicenne di nome Antonio Mancuso, soprannominato Nino.
Colto da un attacco di panico che trasforma in rabbia la sua nostalgia, il soldato violenta la donna, che ne rimarrà incinta e avrà un figlio, Giuseppe, ribattezzato "Useppe" da suo fratello. Di Gunther, che poco dopo perirà a bordo del convoglio aereo destinato al trasporto delle truppe tedesche in Africa, la donna non avrà più alcuna notizia. La diffidenza di Ida nei confronti del soldato tedesco è giustificata dalla sua storia famigliare: Ida - che il padre, amante dell'opera lirica, avrebbe voluto chiamare Aida, in omaggio alla protagonista dell'omonima opera di Giuseppe Verdi - è nata a Cosenza 37 anni prima, figlia unica e molto amata di due maestri di scuola elementare, Giuseppe Ramundo, di origine contadina e fede anarchica, segretamente dedito al bere, e di Eleonora "Noruzza" Almagià, di origine ebrea. La madre di Ida, peraltro, già ben prima delle leggi razziali aveva sempre nascosto le proprie origini, confidandosene solo col marito e la figlia, e ha preteso che Ida venisse battezzata nella Chiesa Cattolica proprio per proteggerla da ogni possibile sospetto.
Da bambina, Ida è timida, diligente nello studio - tanto che diventerà maestra come i propri genitori - ma soffre di un male misterioso che viene definito isteria e questo segreto, così come l'origine ebrea della madre e le opinioni politiche del padre, è custodito gelosamente dalla famiglia. Al termine della Prima Guerra Mondiale Ida conosce un commesso viaggiatore di origine siciliana, Alfio Mancuso, col quale si sposa, andando a vivere a Roma. Poco dopo, agli albori della dittatura, muore il padre, Giuseppe Ramundo, minato dall'abuso di alcol e profondamente sconfortato per il crollo delle sue antiche idee di gioventù. Qualche anno dopo, moriranno a poca distanza l'uno dall'altra anche Alfio Mancuso, reduce dalla Guerra d'Etiopia, e Noruzza Almagià, ormai anziana e non più lucida, che ha vissuto con terrore crescente l'inizio della campagna contro gli ebrei.
Ida e i suoi figli vivono in una casa di San Lorenzo, in Via dei Volsci. Nino è un ragazzo esuberante e innamorato della vita: fervente fascista, ostenta scarsa voglia di studiare, linguaggio scurrile, comportamento spavaldo e sfrontato. Non si avvede della gravidanza di sua madre fino alla nascita del fratellino, ma già dalla prima volta in cui lo vede se ne innamora, e inizia con lui un rapporto di amore fraterno, per quanto discontinuo a causa dei continui vagabondaggi di Nino.
Nel luglio del 1943 Nino riesce a farsi accogliere in un battaglione di Camicie Nere in partenza verso il Nord. Qualche giorno dopo un grosso bombardamento distrugge, oltre al resto, la casa di Ida a San Lorenzo, uccidendo il cane di Nino, Blitz, e lasciando Ida e Useppe senza una dimora. I due trovano alloggio in uno stanzone a Pietralata, destinato a ricovero per gli sfollati, condiviso con un anziano marmoraro comunista, Giuseppe Cucchiarelli, e con una famiglia mezzo napoletana e mezzo romana, talmente numerosa da essere soprannominata la famiglia de I Mille.
Un giorno nello stanzone di Pietralata giunge il sedicente Carlo Vivaldi, che si presenta come studente bolognese, presumibilmente disertore. Scostante e scortese, manifesta un'estrema timidezza, accompagnata da un'indole forastica e tormentata, che trova sfogo in inquietanti incubi notturni. Negli stessi giorni, Ida ed Useppe si trovano casualmente ad assistere, alla stazione ferroviaria Tiburtina, alla partenza di un convoglio ferroviario che conduce ad Auschwitz gli ebrei del ghetto di Roma, arrestati durante il rastrellamento del 16 ottobre 1943. In tale circostanza, Ida assiste alla disperazione di una madre di famiglia, tale Costanza Calò, scampata all'arresto, che si precipita in stazione chiedendo ed ottenendo di salire sul treno assieme al marito e ai cinque figli, con i quali verrà assassinata nelle camere a gas all'arrivo ad Auschwitz.
Poco tempo dopo, inaspettatamente, ricompare Nino, non più Camicia Nera ma partigiano comunista. Il suo soprannome da partigiano è Assodicuori, e con lui ha portato un suo compagno di guerriglia, Oreste Aloisi, detto Quattropunte. L'arrivo dei due mette Giuseppe Secondo in uno stato di eccitazione ideologica, al punto che, sebbene vecchio e malconcio, decide di unirsi alla compagnia partigiana di Nino, con il nome partigiano di Mosca. Nino, inoltre, durante la cena, riesce a far parlare Carlo, scoprendo che si tratta di un dissidente politico, arrestato dalle SS, torturato e miracolosamente fuggito durante la deportazione. Qualche tempo dopo anche Carlo, avuta notizia dell'uccisione di tutta la sua famiglia, si unisce alla Libera prendendo il nome di Piotr e rivelando la sua vera identità: il suo nome, in realtà, non era Carlo Vivaldi, bensì Davide Segre, ebreo.
Finalmente I Mille riescono a tornare nella loro Napoli, lasciando Ida e Useppe soli nello stanzone di Pietralata. La loro solitudine dura poco: in breve nuovi sfollati, avuta notizia di quel luogo, vengono ad abitare lo stanzone. Il gennaio dell'anno seguente, 1944, vede la tragica fine dei partigiani Mosca, ossia Giuseppe Secondo, e Quattropunte, il migliore amico di Nino, morti durante le loro imprese, nonché di Maria, fidanzata di Nino e complice dei partigiani, uccisa dai nazisti con sua madre. La morte di Giuseppe Secondo ha un risvolto positivo per Ida: un'eredità di diecimila lire, che si trovavano nascoste all'interno del materasso lasciatole dal vecchio comunista.
Grazie a una sua anziana collega, Ida trova un nuovo alloggio: una stanza in affitto a Testaccio, in Via Mastro Giorgio, presso una famiglia, la famiglia Marrocco, nativa della Ciociaria. Questa famiglia è costituita da Filomena, sarta, suo marito Tommaso, infermiere all'ospedale San Giovanni, il loro figlio Giovannino, la giovane moglie di Giovannino, Annita, che il giovane ha sposato per procura, e il vecchio padre di Filomena. La casa viene spesso frequentata da Santina, una vecchia prostituta e amica delle Marrocco, che era in grado di leggere le carte, e per questa sua presunta capacità veniva sempre interpellata dalle appigionanti di Ida sulla sorte di Giovannino, che sperano di rivedere al più presto. In casa Marrocco arriva un giorno Davide, alla ricerca di Nino, che è a Roma, ma senza un recapito preciso. Pochi giorni dopo, infatti, si presenta anche Nino; Useppe si trova però a passeggio con Annita.
Con l'inizio del 1946, a guerra ormai terminata, le notti di Useppe iniziano ad essere tormentate da lunghi e spaventosi incubi. La persistenza di questi ultimi convince Ida a portare il piccolo Useppe da una dottoressa, che gli prescrive un ricostituente, grazie al quale la salute del piccolo si stabilizza temporaneamente. Verso la fine dell'agosto dello stesso anno, Nino si trasferisce nell'appartamento che Ida ha preso in affitto da poco, con una cagna, Bella, che resterà con Useppe fino alla fine del romanzo. Questa situazione dura solo cinque giorni, ma Ida spera che possa diventare una situazione definitiva. Il 16 novembre Useppe viene colpito da un attacco epilettico, il primo di tutta la sua vita. Qualche giorno dopo, un altro avvenimento giunge a minare la salute psichica di Ida: la morte di Nino in un incidente stradale, dopo un inseguimento con la polizia.
La primavera e l'estate del 1947 vede Useppe e la cagna Bella girare per Roma, lungo il Tevere; l'uomo incontra un ragazzetto, tale Scimò Pietro, fuggito da un riformatorio. Questo ragazzo sarà il suo unico amico, oltre a Davide Segre, che intanto vive a Roma nella vecchia casa di Santina, ed è costretto a ricorrere alle droghe più diverse per placare i suoi tormenti interiori. Sempre sotto gli effetti dell'alcol e della droga, Davide tiene un lungo discorso sull'anarchia in un'osteria, in gran parte ignorato dalle persone a cui si rivolge. Di lì a breve Davide Segre, stroncato da un'overdose , muore nel suo appartamento. Qualche giorno dopo anche il piccolo Useppe muore durante uno dei suoi attacchi epilettici. La madre, Ida, alla vista del figlio morto, impazzisce, e viene portata in un ospedale psichiatrico (Santa Maria della Pietà) dove morirà nove anni dopo.

## Anteprima
Presentato fuori concorso alla Mostra del cinema di Venezia del 1986, il film è stato girato per la televisione ma ne è stata distribuita una versione ridotta (135'') destinata al circuito cinematografico.

## Critica
La critica si è mostrata abbastanza divisa rispetto agli esiti del film. A La Storia è stato riconosciuto un meritevole impegno, non sempre in grado di compensare tuttavia una non perfetta aderenza alla vicenda e soprattutto la non pienamente riuscita resa dei temi di quotidianità e universalità insieme che le vicende narrate nella pagina scritta sollevano.